# 骨盤腹膜炎
骨盤腹膜炎（こつばんふくまくえん）は、骨盤内炎症性疾患（Pelvic inflammatory disease : PID）ともいわれ、クラミジア・トラコマチス(Chlamydia trachomatis)、淋菌などの微生物により発生する感染症である。性感染症 (STD)の一種でもある 。急性虫垂炎と誤診される場合がある。

## 原因
膣から上記病原体が侵入し、子宮、卵管を経由して腹腔内に到達、骨盤内にて腹膜に炎症を起こすためこの名がある。従って女性にしか発生しない。

## 感染経路
性交との関連性が強く、通常初経前、閉経後、妊娠中には発症しない。初体験年齢の低下に伴って若年層にも増加している。

## 症状
下腹痛、発熱、帯下、不正性器出血、性交時痛等が見られる。腸管系の疾患と異なり、下痢は伴わない。また、膀胱炎と異なる点は血尿、膿尿を伴わないことである。
希にクラミジア直腸炎を併発し、クラミジア直腸炎による下痢を伴う事がある。

## 治療
原因により異なる。婦人科に受診し、原因微生物によって抗生物質を選択し投与することとなる。

## 予防
性交をしないことが最大の予防となる。
コンドームの使用には一定の予防効果がある。（100%ではない）
経口避妊薬には予防効果はない。